# Niké (jméno)
Niké je ženské křestní jméno.
Jméno má řecký původ, znamená vítězství. Níké byla řecká mytologická bohyně vítězství. Od stejného základu je odvozeno jméno Veronika.

## Domácké podoby
Miloslava Knappová uvádí, že mezi domácké podoby jména patří Nička, Nikča, Nikina, Nikinka a Nikuška.

## Známé nositelky jména
- Nike Davies-Okundaye – nigerijská návrhářka
- Nike Wagner – německá režisérka